# لی جونز
لی جونز (انگلیسی: Lee Jones) ورزشکار اهل بریتانیا است.